# 니시자와 류에
니시자와 류에(일본어: 西沢立衛, 1966년 ~ )는 일본의 건축가이다. 요코하마 국립대학 대학원 Y-GSA 교수이다. 프리츠커상, 일본 건축 학회상 작품상 3번 외 다수 수상하였다. 건축가 니시자와 다이라의 친형이다.